# Baszkówka (meteoryt)
Baszkówka – meteoryt z grupy chondrytów zwyczajnych, o masie 15,7 kg, który spadł 25 sierpnia 1994 we wsi Baszkówka koło Piaseczna. 

## Opis
Meteoryt Baszkówka ma unikatowy kształt wytopionego stożka, ponieważ wchodząc w atmosferę Ziemi nie obracał się, został też znaleziony zaraz po upadku przez bezpośrednich świadków, co zapobiegło jego erozji. Chondry mają budowę porfirową, gdzie prakryształy zbudowane są z pikotytu (odmiana spinelu bogata w chrom) i oliwinu, rozmieszczonych w masie bogatej w kamacyt (żelazo) i troilit. Chondry zajmują 30 – 50% objętości okazu i osiągają do 4 mm wielkości. Wiek datowany metodą K-Ar wynosi 3,8 mld lat.
Baszkówka charakteryzuje się bardzo znaczną porowatością wynoszącą 15 – 20%.
W Muzeum Geologicznym Państwowego Instytutu Geologicznego w Warszawie początkowo eksponowano model Baszkówki, po czasie jednak na wystawę trafił prawdziwy meteoryt.